# Laid Back
Laid Back é uma banda de funk dinamarquesa criada em 1979 e ainda ativa. A banda é constituída por: Tim Stahl e John Guldberg. Tornou-se mundialmente famosa com as canções Sunshine Reggae e  "White Horse"  ambas lançadas em (1983)

## Discografia

### Álbuns
- Laid Back (1981)
- Keep Smiling (1983)
- Play It Straight (1985)
- See You in the Lobby (1987)
- Hole in the Sky (1990)
- Why Is Everybody in Such a Hurry (1993)
- Laidest Greatest (1995)
- Unfinished Symphonies (1999)
- Happy Dreamer (1999)
- Good Vibes – The Very Best of Laid Back (2008)
- Cosyland (2012)
- Uptimistic Music (2013)
- Healing Feeling (2019)

### Singles
| Ano                                                           | Título                                      | Tops de vendas | Tops de vendas | Tops de vendas | Tops de vendas | Tops de vendas | Tops de vendas | Tops de vendas | Tops de vendas | Tops de vendas | Tops de vendas | Tops de vendas | Álbum                             |
| Ano                                                           | Título                                      | NED            | BEL (FLA)      | GER            | AUT            | SWI            | SWE            | UK             | NZ             | US             | US R&B         | US Dance       | Álbum                             |
| ------------------------------------------------------------- | ------------------------------------------- | -------------- | -------------- | -------------- | -------------- | -------------- | -------------- | -------------- | -------------- | -------------- | -------------- | -------------- | --------------------------------- |
| 1980                                                          | "Maybe I'm Crazy"                           | —              | —              | —              | —              | —              | —              | —              | —              | —              | —              | —              | Laid Back                         |
| 1981                                                          | "China Girl"                                | —              | —              | —              | —              | —              | —              | —              | —              | —              | —              | —              | Laid Back                         |
| 1981                                                          | "Bolivia"                                   | —              | —              | —              | —              | —              | —              | —              | —              | —              | —              | —              | Laid Back                         |
| 1981                                                          | "Night Train Boogie"                        | —              | —              | —              | —              | —              | —              | —              | —              | —              | —              | —              | Laid Back                         |
| 1983                                                          | "Sunshine Reggae"                           | 4              | 4              | 1              | 1              | 9              | —              | —              | —              | —              | —              | —              | ...Keep Smiling                   |
| 1983                                                          | "High Society Girl"                         | —              | —              | 9              | —              | —              | —              | —              | —              | —              | —              | —              | ...Keep Smiling                   |
| 1984                                                          | "White Horse"                               | 15             | 18             | —              | —              | —              | —              | 90             | 49             | 26             | 5              | 1              | ...Keep Smiling                   |
| 1984                                                          | "Elevatorboy"                               | —              | —              | —              | —              | —              | —              | —              | —              | —              | —              | —              | ...Keep Smiling                   |
| 1985                                                          | "One Life"                                  | —              | —              | —              | —              | —              | —              | —              | —              | —              | —              | 10             | Play It Straight                  |
| 1986                                                          | "I'm Hooked"                                | —              | —              | —              | —              | —              | —              | —              | —              | —              | —              | —              | Play It Straight                  |
| 1987                                                          | "It's Α Shame"                              | —              | —              | —              | —              | —              | —              | —              | —              | —              | —              | —              | See You In The Lobby              |
| 1987                                                          | "Party At The White House"                  | —              | —              | —              | —              | —              | —              | —              | —              | —              | —              | —              | See You In The Lobby              |
| 1987                                                          | "So This Is X●Mas"                          | —              | —              | —              | —              | —              | —              | —              | —              | —              | —              | —              | singles only                      |
| 1989                                                          | "White Horse '89"                           | —              | —              | —              | —              | —              | —              | 81             | —              | —              | —              | —              | singles only                      |
| 1989                                                          | "Bakerman"                                  | 20             | 27             | 9              | 1              | 10             | 13             | 44             | —              | —              | —              | —              | Hole In The Sky                   |
| 1990                                                          | "Bet It On You"                             | —              | —              | —              | —              | —              | —              | —              | —              | —              | —              | —              | Hole In The Sky                   |
| 1990                                                          | "Highway Of Love"                           | —              | —              | 59             | —              | —              | —              | —              | —              | —              | —              | —              | Hole In The Sky                   |
| 1993                                                          | "I Can't Live Without Love"                 | —              | —              | —              | —              | —              | —              | —              | —              | —              | —              | —              | Why Is Everybody In Such A Hurry! |
| 1993                                                          | "Groovie Train"                             | —              | —              | —              | —              | —              | —              | —              | —              | —              | —              | —              | Why Is Everybody In Such A Hurry! |
| 1995                                                          | "We Don't Do It"                            | —              | —              | —              | —              | —              | —              | —              | —              | —              | —              | —              | Laidest Greatest                  |
| 1999                                                          | "Key To Life"                               | —              | —              | —              | —              | —              | —              | —              | —              | —              | —              | —              | Unfinished Symphonies             |
| 2000                                                          | "Feels Like Heaven"                         | —              | —              | —              | —              | —              | —              | —              | —              | —              | —              | —              | Unfinished Symphonies             |
| 2000                                                          | "Sunshine Reggae 2000"                      | 35             | —              | 68             | —              | 64             | —              | —              | —              | —              | —              | —              | single only                       |
| 2003                                                          | "Beautiful Day"                             | —              | —              | —              | —              | —              | —              | —              | —              | —              | —              | —              | Happy Dreamer                     |
| 2006                                                          | "Bakerman" (as Shaun Baker feat. Laid Back) | —              | —              | 39             | 44             | 90             | —              | —              | —              | —              | —              | —              | single only                       |
| "—" denotes releases that did not chart or were not released. |                                             |                |                |                |                |                |                |                |                |                |                |                |                                   |